# Hongarije op de Olympische Zomerspelen 1980
Hongarije nam naar deel aan de Olympische Zomerspelen 1980 in Moskou, Sovjet-Unie. Het Oost-Europese land eindigde op de zesde plaats in het medailleklassement.

## Medailleoverzicht
| Sport            | Olympiër | Discipline               | Medaille |
| ---------------- | --- | ------------------------ | -------- |
| Gewichtheffen    | Péter Baczakó | -90kg (m)                | Goud     |
| Kanovaren        | László Foltán István Vaskuti | C-2 500m (m)             | Goud     |
| Schietsport      | Károly Varga | 50m geweer liggend       | Goud     |
| Turnen           | Zoltán Magyar | paard voltige (m)        | Goud     |
| Worstelen        | Ferenc Kocsis | -74kg Grieks-Romeins (m) | Goud     |
| Worstelen        | Norbert Növényi | -90kg Grieks-Romeins (m) | Goud     |
| Zwemmen          | Sándor Wladár | 200m rugslag (m)         | Goud     |
| Kanovaren        | István Joós István Szabó | K-2 1000m (m)            | Zilver   |
| Moderne vijfkamp | Tamás Szombathelyi | individueel (m)          | Zilver   |
| Moderne vijfkamp | László Horváth Tibor Maracskó Tamás Szombathelyi | team (m)                 | Zilver   |
| Schermen         | Ernõ Kolczonay | degen (m)                | Zilver   |
| Schermen         | Magda Maros | floret (m)               | Zilver   |
| Worstelen        | József Balla | +100kg vrije stijl (m)   | Zilver   |
| Worstelen        | Lajos Rácz | -52kg Grieks-Romeins (m) | Zilver   |
| Worstelen        | István Tóth | -62kg Grieks-Romeins (m) | Zilver   |
| Zwemmen          | Zoltán Verrasztó | 200m rugslag (m)         | Zilver   |
| Zwemmen          | Albán Vermes | 200m schoolslag (m)      | Zilver   |
| Boksen           | János Váradi | -51kg (m)                | Brons    |
| Boksen           | János Váradi | +81kg (m)                | Brons    |
| Gewichtheffen    | György Szalai | -110kg (m)               | Brons    |
| Judo             | Tibor Kincses | -60kg (m)                | Brons    |
| Judo             | András Ozsvár | open klasse (m)          | Brons    |
| Kanovaren        | Éva Rakusz Mária Zakariás | K-2 500m (v)             | Brons    |
| Schermen         | Imre Gedővári | sabel (m)                | Brons    |
| Schermen         | Imre Gedővári Pál Gerevich Ferenc Hammang György Nébald Rudolf Nébald                                                                                      | sabel team (m)           | Brons    |
| Schermen         | Edit Kovács Magda Maros Ildikó Schwarczenberger Gertrúd Stefanek Zsuzsanna Szőcs                                                                           | floret team (v)          | Brons    |
| Turnen           | Ferenc Donáth György Guczoghy Zoltán Kelemen Zoltán Magyar Péter Kovács István Vámos                                                                       | team (m)                 | Brons    |
| Waterpolo        | Endre Molnár István Szívós jr. Attila Sudár György Gerandás György Horkai Gábor Csapó István Kiss István Udvardi László Kuncz Tamás Faragó Károly Hauszler | mannen                   | Brons    |
| Worstelen        | István Kovács | -82kg vrije stijl (m)    | Brons    |
| Worstelen        | Ferenc Seres | -48kg Grieks-Romeins (m) | Brons    |
| Zeilen           | Szabolcs Detre Zsolt Detre | flying dutchman (m)      | Brons    |
| Zwemmen          | Zoltán Verrasztó | 400m wisselslag (m)      | Brons    |

## Deelnemers en resultaten per onderdeel

### Atletiek
| Olympiër                                               | Discipline             | Resultaat | Prestatie                                                                       |
| ------------------------------------------------------ | ---------------------- | --------- | ------------------------------------------------------------------------------- |
| István Nagy                                            | 100m (m)               | 36e       | serie 8: 4de in 10,68                                                           |
| István Tatár                                           | 100m (m)               | 37e       | serie 7: 5de in 10,69                                                           |
| Ferenc Kiss                                            | 200m (m)               | 14e       | serie 2: 2de in 21,34 kwartfinale 1: 4de in 21,24 halve finale 1: 8ste in 21,17 |
| István Nagy                                            | 200m (m)               | 28e       | serie 4: 2de in 21,80 kwartfinale 3: 6de in 21,38                               |
| András Paróczai                                        | 800m (m)               | 20e       | serie 2: 3de in 1.47,5 halve finale 3: 7de in 1.48,8                            |
| József Szalai                                          | 400m horden (m)        | 12e       | serie 2: 2de in 50,23 halve finale 1: 6de in 51,06                              |
| László Babály sr. Ferenc Kiss István Nagy István Tatár | 4x100m (m)             | 11e       | serie 2: 6de in 39,97                                                           |
| Ferenc Szekeres                                        | marathon (m)           | 12e       | 2:15.18                                                                         |
| János Szálas                                           | 20km snelwandelen (m)  | 12e       | 1:34.10,5                                                                       |
| László Sátor                                           | 50km snelwandelen (m)  | 9e        | 4:10.53                                                                         |
| Béla Bakosi                                            | verspringen (m)        | 25e       | kwalificatie groep B: 9de met 7,29m                                             |
| László Szalma                                          | verspringen (m)        | 4e        | kwalificatie groep A: 7de met 7,91m finale: 4de met 8,13m                       |
| Béla Bakosi                                            | hink-stap-springen (m) | 7e        | kwalificatie groep A: 4de met 16,45m finale: 7de met 16,47m                     |
| István Gibicsár                                        | hoogspringen (m)       | 23e       | kwalificatie groep B: 8ste met 2,15m                                            |
| Zoltán Társi                                           | hoogspringen (m)       | 19e       | kwalificatie groep A: 14de met 2,18m                                            |
| Miklós Németh                                          | speerwerpen (m)        | 8e        | kwalificatie: 4de met 84,84m finale: 8ste met 82,40m                            |
| Ferenc Paragi                                          | speerwerpen (m)        | 10e       | kwalificatie: 1ste met 88,76m finale: 10de met 79,52m                           |
|                                                        |                        |           |                                                                                 |
| Irén Orosz-Árva                                        | 200m (v)               | 19e       | serie 3: 3de in 23,69 kwartfinale 1: 6de in 23,68                               |
| Judit Forgács                                          | 400m (v)               | 26e       | serie 3: 6de in 53,06                                                           |
| Ilona Pál                                              | 400m (v)               | 13e       | serie 1: 2de in 51,99 halve finale 2: 6de in 51,99                              |
| Xénia Siska                                            | 100m horden (v)        | DNF       | serie 1: 5de in 13,23 halve finale 2: niet gefinisht                            |
| Iren Orosz Judit Forgecs Eva Toth Ilona Pal            | 4x400m (v)             | 5e        | serie 2: 3de in 3.29,7 finale: 5de in 3.27,9                                    |
| Mária Pap                                              | verspringen (v)        | 14e       | kwalificatie groep A: 7de met 6,41m                                             |
| Margit Papp                                            | verspringen (v)        | 16e       | kwalificatie groep B 8ste met 6,32m                                             |
| Andrea Mátay                                           | hoogspringen (v)       | 10e       | kwalificatie groep A: 1ste met 1,88m finale: 10de met 1,85m                     |
| Katalin Csőke                                          | discuswerpen (v)       | 14e       | kwalificatie: 14de met 57,38m                                                   |
| Ágnes Herczegh                                         | discuswerpen (v)       | 12e       | kwalificatie 12de met 57,80m finale: 12de met 55,06m                            |
| Mária Janák                                            | speerwerpen (v)        | 13e       | kwalificatie groep A: 8ste met 57,80m                                           |
| Margit Papp                                            | vijfkamp (v)           | 5e        | 4562 punten                                                                     |

### Basketbal
| Olympiër | Discipline | Resultaat | Prestatie |
| --- | ---------- | --------- | --- |
| Zsuzsa Boksay Éva Gulyás Ildikó Gulyás Magdolna Gulyás Ilona Kovács Ilona Lőrincz Judit Medgyesi Lenke Jacsó-Kiss Ágnes Németh Erzsébet Szentesi Katalin Szuchy Györgyi Vertetics | vrouwen    | 28e       | groepsfase: 4de W van Cuba: 76-66 W van Italië: 80-73 V van Joegoslavië: 48-61 V van Bulgarije: 75-90 V van Sovjet-Unie: 62-120 bronzen finale: V van Joegoslavië: 65-68 |

| Groepsfase |             |             |             |             |        |        |        |        |
| #          | Land        | Wedstrijden | Wedstrijden | Wedstrijden | Punten | Punten | Punten | Punten |
| #          | Land        | G           | W           | V           | V      | T      | Saldo  | Punten |
| 1          | Sovjet-Unie | 5           | 5           | 0           | 553    | 316    | +237   | 10     |
| 2          | Bulgarije   | 5           | 4           | 1           | 440    | 405    | +35    | 9      |
| 3          | Joegoslavië | 5           | 3           | 2           | 356    | 364    | -8     | 8      |
| 4          | Hongarije   | 5           | 2           | 3           | 344    | 407    | -63    | 7      |
| 5          | Cuba        | 5           | 1           | 4           | 346    | 403    | -57    | 6      |
| 6          | Italië      | 5           | 0           | 5           | 308    | 452    | -144   | 5      |

| Ronde          | Datum  | Plaats      | Land   | Score       | Land |
| -------------- | ------ | ----------- | ------ | ----------- | ---- |
| Groepsfase     |        |             |        |             |      |
| 20 juli        | Moskou | Cuba        | 66-76  | Hongarije   |      |
| 22 juli        | Moskou | Italië      | 70-83  | Hongarije   |      |
| 24 juli        | Moskou | Hongarije   | 48-61  | Joegoslavië |      |
| 27 juli        | Moskou | Hongarije   | 75-90  | Bulgarije   |      |
| 28 juli        | Moskou | Sovjet-Unie | 120-76 | Hongarije   |      |
| Bronzen finale |        |             |        |             |      |
| 30 juli        | Moskou | Joegoslavië | 68-65  | Hongarije   |      |

### Boksen
| Olympiër       | Discipline  | Resultaat | Prestatie |
| -------------- | ----------- | --------- | --- |
| György Gedó    | -48kg (m)   | 5e        | 1ste ronde: vrij 2de ronde: W van UGA Lubulwa: scheidsrechterlijke beslissing kwartfinale: V van CUB Ramos: 0-5                                           |
| János Váradi   | -51kg (m)   | Brons     | 1ste ronde: vrij 2de ronde: W van NEP Thapa: scheidsrechterlijke beslissing kwartfinale: W van ROU Radu: 4-1 halve finale: V van URS Mirosjnitsjenko: 1-4 |
| Sándor Farkas  | -54kg (m)   | 17e       | 1ste ronde: V van CUB Hernández: 1-4 |
| Róbert Gönczi  | -57kg (m)   | 17e       | 1ste ronde: vrij 2de ronde: V van ROU Cercel: 0-5 |
| Tibor Dezamits | -60kg (m)   | 9e        | 1ste ronde: W van CGO Matoubela: 5-0 2de ronde: V van BUL Lesov: 1-4                                                                                      |
| Imre Bácskai   | -63,5kg (m) | 9e        | 1ste ronde: W van CMR Kamela: 4-1 2de ronde: V van URS Konakbajev: opgave                                                                                 |
| Imre Csjef     | -67kg (m)   | 17e       | 1ste ronde: V van MAD Rasamimanan: knock-out |
| Csaba Kuzma    | -81kg (m)   | 9e        | 1ste ronde: V van DEN Madsen: 2-3 |
| István Lévai   | +81kg (m)   | Brons     | 1ste ronde: vrij kwartfinale: W van SWE Eklund: 4-1 halve finale: V van CUB Stevenson: 0-5                                                                |

### Boogschieten
| Olympiër      | Discipline      | Resultaat | Prestatie                                                                              |
| ------------- | --------------- | --------- | -------------------------------------------------------------------------------------- |
| István Balázs | individueel (m) | 28e       | 1ste ronde: 29ste met 1123 punten 2de ronde: 28ste met 1118 punten totaal: 2241 punten |
| Béla Nagy     | individueel (m) | 5e        | 1ste ronde: 1ste met 1225 punten 2de ronde: 8ste met 1221 punten totaal: 2446 punten   |
|               |                 |           |                                                                                        |
| Judit Kovács  | individueel (v) | 12e       | 1ste ronde: 13de met 1155 punten 2de ronde: 11de met 1168 punten totaal: 2323 punten   |
| Margit Szobi  | individueel (v) | 21e       | 1ste ronde: 26ste met 1082 punten 2de ronde: 19de met 1134 punten totaal: 2216 punten  |

### Gewichtheffen
| Olympiër           | Discipline  | Resultaat | Prestatie                                                        |
| ------------------ | ----------- | --------- | ---------------------------------------------------------------- |
| Ferenc Hornyák     | -52kg (m)   | 6e        | trekken: 4de met 107,5kg stoten: 6de met 130kg totaal: 237,5kg   |
| Béla Oláh          | -52kg (m)   | 4e        | trekken: 1ste met 110kg stoten: 2de met 135kg totaal: 245kg      |
| György Kőszegi     | -56kg (m)   | 6e        | trekken: 7de met 110kg stoten: 5de met 145kg totaal: 255kg       |
| Imre Stefanovics   | -56kg (m)   | DNF       | trekken: 3de met 115kg stoten: geen geldige poging               |
| Bertalan Mandzák   | -82,5kg (m) | DNF       | trekken: geen geldige poging                                     |
| Ferenc Antalovicsi | -90kg (m)   | DNF       | trekken: 3de met 165kg stoten: geen geldige poging               |
| Péter Baczakó      | -90kg (m)   | Goud      | trekken: 1ste met 170kg stoten: 1ste met 207,5kg totaal: 377,5kg |
| János Sólyomvári   | -100kg (m)  | 5e        | trekken: 3de met 175kg stoten: 7de met 205kg totaal: 380kg       |
| László Varga       | -100kg (m)  | 8e        | trekken: 4de met 172,5kg stoten: 9de met 195kg totaal: 367,5kg   |
| György Szalai      | -110kg (m)  | Brons     | trekken: 3de met 172,5kg stoten: 3de met 217,5kg totaal: 390kg   |

### Handbal

#### Mannen
| Olympiër | Discipline | Resultaat | Prestatie |
| --- | ---------- | --------- | --- |
| László Jánovszki János Fodor Béla Bartalos Alpár Jegenyés Árpád Pál László Szabó István Szilágyi Sándor Vass Péter Kovács Miklós Kovacsics Ambrus Lele Ernő Gubányi József Kenyeres Zsolt Kontra | mannen     | 4e        | groep A: 2de G van Polen: 20-20 G van DDR: 14-14 W van Spanje: 20-17 W van Denemarken: 16-15 W van Cuba: 26-22 bronzen finale: V van Roemenië: 18-20 |

| Groep A |            |             |             |             |             |            |            |            |        |
| #       | Land       | Wedstrijden | Wedstrijden | Wedstrijden | Wedstrijden | Doelpunten | Doelpunten | Doelpunten | Punten |
| #       | Land       | G           | W           | G           | V           | V          | T          | Saldo      | Punten |
| 1       | GDR        | 5           | 4           | 0           | 1           | 108        | 92         | +16        | 9      |
| 2       | Hongarije  | 5           | 3           | 2           | 0           | 96         | 88         | +8         | 8      |
| 3       | Spanje     | 5           | 2           | 1           | 2           | 102        | 106        | -4         | 5      |
| 4       | Polen      | 5           | 2           | 1           | 2           | 123        | 97         | +24        | 5      |
| 5       | Denemarken | 5           | 1           | 0           | 4           | 96         | 104        | -8         | 2      |
| 6       | Cuba       | 5           | 0           | 1           | 4           | 103        | 141        | -38        | 1      |

| Ronde          | Datum  | Plaats     | Land  | Score     | Land |
| -------------- | ------ | ---------- | ----- | --------- | ---- |
| Groepsfase     |        |            |       |           |      |
| 20 juli        | Moskou | Polen      | 20-20 | Hongarije |      |
| 22 juli        | Moskou | DDR        | 14-14 | Hongarije |      |
| 24 juli        | Moskou | Spanje     | 17-20 | Hongarije |      |
| 26 juli        | Moskou | Denemarken | 15-16 | Hongarije |      |
| 28 juli        | Moskou | Hongarije  | 26-22 | Cuba      |      |
| Bronzen finale |        |            |       |           |      |
| 30 juli        | Moskou | Hongarije  | 18-20 | Roemenië  |      |

#### Vrouwen
| Olympiër | Discipline | Resultaat | Prestatie |
| --- | ---------- | --------- | --- |
| Éva Angyal Erzsébet Balogh Klára Horváth-Csik Ilona Samus-Mihályka Amália Sterbinszky Rozália Tomann-Lelkes Mária Vanya-Vadász Marianna Nagy-Gódor Erzsébet Németh-Csajbók Györgyi Őri-Győrvári Mária Berzsenyi Klára Bonyhádi Piroska Budai Éva Csulik | vrouwen    | 4e        | groepsfase: 4de V van Joegoslavië: 10-19 W van Congo-Brazzaville: 39-10 V van Sovjet-Unie: 12-16 V van DDR: 12-16 G van Tsjecho-Slowakije: 10-10 |

| Groepsfase |                   |             |             |             |             |            |            |            |        |
| #          | Land              | Wedstrijden | Wedstrijden | Wedstrijden | Wedstrijden | Doelpunten | Doelpunten | Doelpunten | Punten |
| #          | Land              | G           | W           | G           | V           | V          | T          | Saldo      | Punten |
| 1          | Sovjet-Unie       | 5           | 5           | 0           | 0           | 99         | 52         | +47        | 10     |
| 2          | Joegoslavië       | 5           | 3           | 1           | 1           | 107        | 67         | +40        | 7      |
| 3          | DDR               | 5           | 3           | 1           | 1           | 91         | 58         | +33        | 7      |
| 4          | Hongarije         | 5           | 1           | 1           | 3           | 80         | 74         | +6         | 3      |
| 5          | Tsjecho-Slowakije | 5           | 1           | 1           | 3           | 65         | 78         | -13        | 3      |
| 6          | Congo-Brazzaville | 5           | 0           | 0           | 5           | 46         | 159        | -113       | 0      |

| Ronde      | Datum  | Plaats      | Land  | Score             | Land |
| ---------- | ------ | ----------- | ----- | ----------------- | ---- |
| Groepsfase |        |             |       |                   |      |
| 21 juli    | Dynamo | Hongarije   | 10-19 | Joegoslavië       |      |
| 21 juli    | Dynamo | Hongarije   | 39-10 | Congo-Brazzaville |      |
| 21 juli    | Dynamo | Sovjet-Unie | 16-12 | Hongarije         |      |
| 21 juli    | Dynamo | DDR         | 19-9  | Hongarije         |      |
| 21 juli    | Dynamo | Hongarije   | 10-10 | Tsjecho-Slowakije |      |

### Judo
| Olympiër       | Discipline      | Resultaat | Prestatie |
| -------------- | --------------- | --------- | --- |
| Tibor Kincses  | -60kg (m)       | Brons     | 1ste ronde: W van KUW Mohamed 2de ronde: W van BRA Shinohara kwartfinale: W van PRK Ko halve finale: V van CUB Rodriguez bronzen finale: W van GBR Holliday |
| Imre Gelencsér | -65kg (m)       | 19e       | 1ste ronde: V van POL Pawłowski |
| Károly Molnár  | -71kg (m)       | 12e       | 1ste ronde: vrij 2de ronde: V van PRK Kim |
| János Gyáni    | -78kg (m)       | 17e       | 1ste ronde: V van ROU Frăţică |
| Walter Carmona | -86kg (m)       | 19e       | 1ste ronde: V van BRA Frăţică |
| István Szepesi | -97kg (m)       | 5e        | 1ste ronde: V van BEL Van de Walle herkansingen: W van ZAM Chizooma herkansingen 2: W van FRA Rougé bronzen finale: V van NED Numan                         |
| Imre Varga     | +97kg (m)       | 8e        | 1ste ronde: vrij 2de ronde: W van KUW Farhad kwartfinale: V van PRK Kim                                                                                     |
| András Ozsvár  | open klasse (m) | Brons     | 1ste ronde: W van POL Reszko 2de ronde: W van BEL Van de Walle kwartfinale: V van FRA Parisi bronzen finale: W van URS Novikov                              |

### Kanovaren
| Olympiër                                                 | Discipline    | Resultaat | Prestatie                                                                                                   |
| -------------------------------------------------------- | ------------- | --------- | --- |
| Tamás Wichmann                                           | C-1 500m (m)  | 4e        | serie 1: 3de in 1.56,15 finale: 4de in 1.54,58                                                              |
| Tamás Wichmann                                           | C-1 1000m (m) | 9e        | serie 3: 1ste in 4.02,79 finale: 9de in 4.45,30                                                             |
| László Foltán István Vaskuti                             | C-2 500m (m)  | Goud      | serie 1: 1ste in 1.41,96 finale: 1ste in 1.43,39                                                            |
| Tamás Buday Oszkár Frey                                  | C-2 1000m (m) | 8e        | serie 2: 3de in 3.45,03 finale: 8ste in 3.54,31                                                             |
| Zoltán Sztanity                                          | K-1 500m (m)  | 9e        | serie 3: 4de in 1.46,36 herkansingen: 1ste in 1.48,06 halve finale 2: 3de in 1.46,41 finale: 9de in 1.48,32 |
| István Joós                                              | K-1 1000m (m) | 15e       | serie 1: 3de in 3.47,26 herkansingen: 1ste in 1.48,06 halve finale 2: 5de in 4.01,67                        |
| Zoltán Romhányi László Szabó                             | K-2 500m (m)  | 8e        | serie 1: 3de in 1.36,99 halve finale 2: 3de in 1.36,98 finale: 8ste in 1.37,66                              |
| István Joós István Szabó                                 | K-2 1000m (m) | Zilver    | serie 2: 2de in 3.28,20 halve finale 1: 2de in 3.37,12 finale: 2de in 3.28,49                               |
| József Deme József Kosztyán János Rátkai Zoltán Sztanity | K-4 1000m (m) | 5e        | serie 1: 4de in 3.06,19 halve finale: 2de in 3.11,46 finale: 5de in 3.17,27                                 |
|                                                          |               |           | |
| Katalin Povázsán                                         | K-1 500m (v)  | 7e        | serie 1: 4de in 2.01,21 halve finale: 1ste in 2.02,66 finale: 7de in 2.01,52                                |
| Éva Rakusz Mária Zakariás                                | K-2 500m (v)  | Brons     | serie 2: 2de in 1.49,92 finale: 3de in 1.47,95                                                              |

### Moderne vijfkamp
| Olympiër                                         | Discipline      | Resultaat | Prestatie    |
| ------------------------------------------------ | --------------- | --------- | ------------ |
| László Horváth                                   | individueel (m) | 19e       | 5131 punten  |
| Tibor Maracskó                                   | individueel (m) | 5e        | 5279 punten  |
| Tamás Szombathelyi                               | individueel (m) | Zilver    | 5502 punten  |
| László Horváth Tibor Maracskó Tamás Szombathelyi | team (m)        | Zilver    | 15912 punten |

### Paardensport
| Olympiër                                                    | Discipline  | Resultaat | Prestatie                                                                                           |
| Eventing                                                    | Eventing    | Eventing  | Eventing                                                                                            |
| ----------------------------------------------------------- | ----------- | --------- | --------------------------------------------------------------------------------------------------- |
| László Cseresnyés                                           | individueel | 14e       | 436,20 strafpunten                                                                                  |
| István Grózner                                              | individueel | 16e       | 498,60 strafpunten                                                                                  |
| Zoltán Horváth                                              | individueel | 17e       | 668,60 strafpunten                                                                                  |
| Mihály Oláh                                                 | individueel | DNF       | niet gefinisht                                                                                      |
| László Cseresnyés István Grózner Zoltán Horváth Mihály Oláh | individueel | 4e        | 1603,40 strafpunten                                                                                 |
| Springconcours                                              |             |           | |
| Barnabás Hevesy                                             | individueel | 7e        | 1ste ronde: 10de met 16 strafpunten 2de ronde: 5de met 8 strafpunten totaal: 24 strafpunten         |
| Ferenc Krucsó                                               | individueel | 14e       | 1ste ronde: 10de met 16 strafpunten 2de ronde: 14de met 24,25 strafpunten totaal: 40,25 strafpunten |
| András Balogi Barnabás Hevesy Ferenc Krucsó József Varró    | individueel | 4e        | 1ste ronde: 5de met 68 strafpunten 2de ronde: 4de met 56 strafpunten totaal: 124 strafpunten        |

### Roeien
| Olympiër | Discipline      | Resultaat | Prestatie |
| --- | --------------- | --------- | --- |
| Lajos Ódor | skiff (m)       | 9e        | serie 3: 4de in 8.14,24 herkansingen: 2de in 7.27,49 halve finale 1: 4de in 7.32,94 finale B: 3de in 7.23,30 |
| Ferenc Kiss Péter Tóvári Róbert Sass Attila Strochmayer András Kormos Zoltán Sztárcsevics Kálmán Toronyi László Kiss Miklós Bálint | acht (m)        | 9e        | serie 1: 5de in 6.04,32 herkansingen: 4de in 5.95,53                                                         |
| |                 |           | |
| Mariann Ambrus | skiff (v)       | 8e        | serie 2: 2de in 4.09,55 halve finale 2: niet gefinisht                                                       |
| Ilona Bata Klára Langhoffer-Pétervári                                                                                              | dubbel-twee (v) | 6e        | serie 2: 3de in 3.44,33 herkansingen: 4de in 3.31,37 finale: 6de in 3.35,70                                  |
| Teréz Bednarik Éva Molnár | twee-zonder (v) | 6e        | serie 2: 3de in 4.12,44 herkansingen: 4de in 3.50,47                                                         |
| Valéria Gyimesi Judit Kéri-Novák Erzsébet Nagy Katalin Pál-Ribáry Kamilla Kosztolányi                                              | dubbel-vier (v) | 7e        | serie 1: 4de in 3.30,47 herkansingen: 5de in 3.22,98                                                         |

### Schermen
| Olympiër                                                                              | Discipline      | Resultaat | Prestatie |
| ------------------------------------------------------------------------------------- | --------------- | --------- | --- |
| Ernő Kolczonay                                                                        | degen (m)       | Zilver    | 1ste ronde groep 6: 1ste met 3 overwinningen 2de ronde groep 1: 2de met 4 overwinningen finale: 2de met 3 overwinningen                       |
| István Osztrics                                                                       | degen (m)       | 10e       | 1ste ronde groep 3: 3de met 2 overwinningen 2de ronde groep 4: 3de met 3 overwinningen                                                        |
| László Pető                                                                           | degen (m)       | 13e       | 1ste ronde groep 5: 2de met 2 overwinningen 2de ronde groep 3: 3de met 2 overwinningen                                                        |
| Ernő Kolczonay István Osztrics László Pető Jenő Pap Péter Takács                      | degen team (m)  | 8e        | 1ste ronde groep 3: 1ste met 2 overwinningen 2de ronde: V van Roemenië: 5-8                                                                   |
| László Demény                                                                         | floret (m)      | 24e       | 1ste ronde groep 8: 1ste met 3 overwinningen 2de ronde groep 2: 6de met 0 overwinningen                                                       |
| András Papp                                                                           | floret (m)      | 26e       | 1ste ronde groep 7: 4de met 1 overwinning |
| István Szelei                                                                         | floret (m)      | 7e        | 1ste ronde groep 1: 3de met 2 overwinningen 2de ronde groep 3: 2de met 3 overwinningen                                                        |
| István Szelei Ernő Kolczonay András Papp László Demény Jenő Pap                       | floret team (m) | 6e        | 1ste ronde groep 2: 2de met 1 overwinning 2de ronde: V van Polen: 7-9                                                                         |
| Imre Gedővári                                                                         | sabel (m)       | Brons     | 1ste ronde groep 1: 1ste met 4 overwinningen 2de ronde groep 3: 2de met 4 overwinningen finale: 3de met 3 overwinningen                       |
| Pál Gerevich                                                                          | sabel (m)       | 9e        | 1ste ronde groep 6: 3de met 2 overwinningen 2de ronde groep 2: 3de met 3 overwinningen                                                        |
| György Nébald                                                                         | sabel (m)       | 13e       | 1ste ronde groep 3: 1ste met 3 overwinningen 2de ronde groep 1: 3de met 3 overwinningen                                                       |
| Imre Gedővári Pál Gerevich Ferenc Hammang Rudolf Nébald György Nébald                 | sabel team (m)  | Brons     | 1ste ronde groep 3: 2de met 0 overwinningen kwartfinale: W van DDR: 7-9 halve finale: V van Sovjet-Unie: 6-8 bronzen finale: W van Polen: 9-6 |
|                                                                                       |                 |           | |
| Magda Maros                                                                           | floret (v)      | Zilver    | 1ste ronde groep 6: 1ste met 5 overwinningen 2de ronde groep 1: 3de met 3 overwinningen finale: 2de met 3 overwinningen                       |
| Ildikó Schwarczenberger-Tordasi                                                       | floret (v)      | 9e        | 1ste ronde groep 4: 4de met 2 overwinningen 2de ronde groep 4: 3de met 2 overwinningen                                                        |
| Gertrúd Stefanek                                                                      | floret (v)      | 26e       | 1ste ronde groep 5: 5de met 2 overwinningen                                                                                                   |
| Magda Maros Edit Kovács Ildikó Schwarczenberger-Tordasi Zsuzsa Szőcs Gertrúd Stefanek | floret team (v) | Brons     | 1ste ronde groep 3: 2de met 1 overwinning kwartfinale: W van Italië: 9-6 halve finale: V van Frankrijk: 6-9 bronzen finale: W van Polen: 9-7  |

### Schietsport
| Olympiër          | Discipline             | Resultaat | Prestatie                                 |
| ----------------- | ---------------------- | --------- | ----------------------------------------- |
| Éva Fórián        | 50m geweer 3 houdingen | 11e       | 1153 punten: (394-386-373)                |
| István Mátrai     | 50m geweer 3 houdingen | 10e       | 1155 punten: (397-387-371)                |
| Ferenc Szilágyi   | 50m geweer liggend     | 18e       | 594 punten: (99-99-98-99-100-99)          |
| Károly Varga      | 50m geweer liggend     | Goud      | 599 punten: (100-99-100-100-100-100) (WR) |
| Lajos Nagy        | 50m pistool            | 13e       | 557 punten: (91-93-94-94-91-94)           |
| Rudolf Seres      | 50m pistool            | 21e       | 549 punten: (93-95-88-90-90-93)           |
| László Orbán      | 25m snelvuurpistool    | 10e       | 593 punten: (294-299)                     |
| Gábor Plank       | 25m snelvuurpistool    | 30e       | 580 punten: (295-285)                     |
| Tibor Gosztola    | skeet                  | 23e       | 191 punten: (24-25-24-24-24-23-23-24)     |
| István Talabos    | skeet                  | 17e       | 194 punten: (24-24-25-24-24-24-25-24)     |
| László Ludmann    | trap                   | 14e       | 188 punten                                |
| István Putz       | trap                   | 9e        | 191 punten                                |
| Tibor Bodnár      | 50m bewegend doel      | 5e        | 584 punten: (296-288)                     |
| András Doleschall | 50m bewegend doel      | 4e        | 584 punten: (293-291)                     |

### Schoonspringen
| Olympiër              | Discipline    | Resultaat | Prestatie                         |
| --------------------- | ------------- | --------- | --------------------------------- |
| Károly Némedi         | 3m plank (m)  | 17e       | voorronde: 17de met 475,17 punten |
| Ildikó Kelemen-Kovács | 10m toren (m) | 14e       | voorronde: 14de met 429,75 punten |

### Turnen
| Olympiër                                                                               | Discipline               | Resultaat | Prestatie                                                            |
| -------------------------------------------------------------------------------------- | ------------------------ | --------- | -------------------------------------------------------------------- |
| Ferenc Donáth                                                                          | paard voltige (m)        | 6e        | kwalificatie: 7de met 19,60 punten finale: 6de met 19,400 punten     |
| Zoltán Magyary                                                                         | paard voltige (m)        | Goud      | kwalificatie: 1ste met 19,85 punten finale: 1ste met 19,925 punten   |
| Péter Kovács                                                                           | vloer (m)                | 5e        | kwalificatie: 5de met 19,55 punten finale: 5de met 19,425 punten     |
| Ferenc Donáth                                                                          | individuele meerkamp (m) | 12e       | kwalificatie: 11de met 115,90 punten finale: 12de met 114,850 punten |
| György Guczoghy                                                                        | individuele meerkamp (m) | 21e       | kwalificatie: 21ste met 113,85 punten                                |
| Zoltán Kelemen                                                                         | individuele meerkamp (m) | 33e       | kwalificatie: 33ste met 112,70 punten                                |
| Péter Kovács                                                                           | individuele meerkamp (m) | 11e       | kwalificatie: 18de met 114,70 punten finale: 11de met 115,200 punten |
| Zoltán Magyary                                                                         | individuele meerkamp (m) | 9e        | kwalificatie: 12de met 115,85 punten finale: 9de met 115,225 punten  |
| István Vámos                                                                           | individuele meerkamp (m) | 27e       | kwalificatie: 27ste met 113,10 punten                                |
| Ferenc Donáth György Guczoghy Zoltán Kelemen Péter Kovácsy Zoltán Magyary István Vámos | meerkamp team (m)        | Brons     | 575,000 punten                                                       |
|                                                                                        |                          |           |                                                                      |
| Lenke Almási                                                                           | individuele meerkamp (v) | 29e       | kwalificatie: 29ste met 76,25 punten                                 |
| Erika Csányi                                                                           | individuele meerkamp (v) | 17e       | kwalificatie: 20ste met 77,50 punten finale: 17de met 76,600 punten  |
| Márta Egervári                                                                         | individuele meerkamp (v) | 14e       | kwalificatie: 27ste met 76,50 punten finale: 14de met 76,950 punten  |
| Erika Flander                                                                          | individuele meerkamp (v) | 13e       | kwalificatie: 23ste met 77,20 punten finale: 13de met 77,000 punten  |
| Erzsébet Hanti                                                                         | individuele meerkamp (v) | 36e       | kwalificatie: 36ste met 75,35 punten                                 |
| Éva Óvári                                                                              | individuele meerkamp (v) | 29e       | kwalificatie: 29ste met 26,75 punten                                 |
| Lenke Almási Erika Csányi Márta Egervári Erika Flander Erzsébet Hanti Éva Óvári        | meerkamp team (v)        | 5e        | 384,30 punten                                                        |

### Volleybal
| Olympiër | Discipline | Resultaat | Prestatie |
| --- | ---------- | --------- | --- |
| Ágnes Juhász-Balajcza Bernadett Kőszegi Éva Sebők-Szalay Emerencia Siry-Király Juliana Szalonna Erzsébet Pálinkás-Varga Ágnes Torma Lucia Bánhegyi-Radó Gyöngyi Bardi-Gerevich Gabriella Csapó-Fekete Emőke Énekes-Szegedi Gabriella Lengyel | zaal (v)   | 4e        | groep B: 2de W van Brazilië: 3-2 (17-15, 9-15, 15-12, 6-15, 15-12) V van Roemenië: 2-3 (15-5, 3-15, 5-15, 15-10, 8-15) W van Bulgarije: 3-1 (8-15, 15-9, 15-7, 15-10) halve finale: V van Sovjet-Unie: 0-3 (11-15, 13-15, 2-15) bronzen finale: V van Bulgarije: 2-3 (5-15, 15-13, 15-6, 4-15, 8-15) |

| Groep B |           |             |             |             |             |             |             |        |        |        |        |
| #       | Land      | Wedstrijden | Wedstrijden | Wedstrijden | Wedstrijden | Wedstrijden | Wedstrijden | Punten | Punten | Punten | Punten |
| #       | Land      | G           | W           | V           | SW          | SV          | SR          | SPW    | SPL    | Saldo  | Punten |
| 1       | Bulgarije | 3           | 2           | 1           | 7           | 4           | +3          | 138    | 114    | +24    | 5      |
| 2       | Hongarije | 3           | 2           | 1           | 8           | 6           | +2          | 161    | 170    | -9     | 5      |
| 3       | Roemenië  | 3           | 2           | 1           | 7           | 7           | 0           | 157    | 153    | +4     | 5      |
| 4       | Brazilië  | 3           | 0           | 3           | 4           | 9           | -5          | 152    | 171    | -19    | 3      |

| Ronde          | Datum  | Plaats      | Land | Score     | Land |
| -------------- | ------ | ----------- | ---- | --------- | ---- |
| Groepsfase     |        |             |      |           |      |
| 21 juli        | Moskou | Hongarije   | 3-2  | Brazilië  |      |
| 23 juli        | Moskou | Hongarije   | 2-3  | Roemenië  |      |
| 25 juli        | Moskou | Bulgarije   | 1-3  | Hongarije |      |
| Halve finale   |        |             |      |           |      |
| 27 juli        | Moskou | Sovjet-Unie | 3-0  | Hongarije |      |
| Bronzen finale |        |             |      |           |      |
| 29 juli        | Moskou | Bulgarije   | 3-2  | Hongarije |      |

### Waterpolo
| Olympiër | Discipline | Resultaat | Prestatie |
| --- | ---------- | --------- | --- |
| Gábor Csapó Tamás Faragó György Gerendás Károly Hauszler György Horkai István Kiss László Kuncz Endre Molnár Attila Sudár István Szívós jr. István Udvardi | mannen     | Brons     | groep A: 1ste G van Roemenië: 6-6 W van Nederland: 5-3 W van Griekenland: 8-5 finalegroep: 3de V van Sovjet-Unie: 4-5 V van Joegoslavië: 7-8 W van Spanje: 6-5 W van Cuba: 7-5 W van Nederland: 8-7 |

| Groep A |             |             |             |             |             |        |        |        |        |
| #       | Land        | Wedstrijden | Wedstrijden | Wedstrijden | Wedstrijden | Punten | Punten | Punten | Punten |
| #       | Land        | G           | W           | G           | V           | V      | T      | Saldo  | Punten |
| 1       | Hongarije   | 3           | 2           | 1           | 0           | 19     | 14     | +5     | 5      |
| 2       | Nederland   | 3           | 2           | 0           | 1           | 16     | 15     | +1     | 4      |
| 3       | Roemenië    | 3           | 1           | 1           | 1           | 15     | 15     | 0      | 3      |
| 4       | Griekenland | 3           | 0           | 0           | 3           | 16     | 22     | -6     | 0      |

| Ronde      | Datum  | Plaats    | Land | Score       | Land |
| ---------- | ------ | --------- | ---- | ----------- | ---- |
| Groepsfase |        |           |      |             |      |
| 20 juli    | Moskou | Hongarije | 6-6  | Roemenië    |      |
| 21 juli    | Moskou | Hongarije | 5-3  | Nederland   |      |
| 22 juli    | Moskou | Hongarije | 8-5  | Griekenland |      |

| Finalegroep |             |             |             |             |             |        |        |        |        |
| #           | Land        | Wedstrijden | Wedstrijden | Wedstrijden | Wedstrijden | Punten | Punten | Punten | Punten |
| #           | Land        | G           | W           | G           | V           | V      | T      | Saldo  | Punten |
| 1           | Sovjet-Unie | 5           | 5           | 0           | 0           | 34     | 21     | +13    | 10     |
| 2           | Joegoslavië | 5           | 3           | 1           | 1           | 34     | 32     | +2     | 7      |
| 3           | Hongarije   | 5           | 3           | 0           | 2           | 32     | 20     | +2     | 6      |
| 4           | Spanje      | 5           | 2           | 0           | 3           | 28     | 31     | -3     | 4      |
| 5           | Cuba        | 5           | 0           | 2           | 3           | 31     | 38     | -7     | 2      |
| 6           | Nederland   | 5           | 0           | 1           | 4           | 26     | 33     | -7     | 1      |

| Ronde      | Datum  | Plaats    | Land | Score       | Land |
| ---------- | ------ | --------- | ---- | ----------- | ---- |
| Groepsfase |        |           |      |             |      |
| 24 juli    | Moskou | Hongarije | 4-5  | Sovjet-Unie |      |
| 25 juli    | Moskou | Hongarije | 7-8  | Joegoslavië |      |
| 26 juli    | Moskou | Hongarije | 6-5  | Spanje      |      |
| 28 juli    | Moskou | Hongarije | 7-5  | Cuba        |      |
| 29 juli    | Moskou | Hongarije | 8-7  | Nederland   |      |

### Wielersport
| Olympiër                                                   | Discipline               | Resultaat | Prestatie |
| Baan                                                       | Baan                     | Baan      | Baan |
| ---------------------------------------------------------- | ------------------------ | --------- | --- |
| László Morcz                                               | sprint (m)               | 11e       | 1ste ronde serie 8: V van SUI Isler 1ste ronde herkansingen: 1ste in 11,49 2de ronde serie 2: V van TCH Tkáč 2de ronde herkansingen: V van DEN Salée |
| Ervin Dér Csaba Pálinkás Zsigmond Sarkadi Nagy Gábor Szűcs | ploegenachtervolging (m) | 12e       | kwalificatie: 12de in 4.36,32 |
| Weg                                                        |                          |           | |
| László Halász                                              | wegwedstrijd (m)         | 52e       | 5:13.12,9 |
| Zoltán Halász                                              | wegwedstrijd (m)         | 40e       | 5:05.47,9 |
| György Szuromiz                                            | wegwedstrijd (m)         | 51e       | 5:13.12,9 |
| András Takács                                              | wegwedstrijd (m)         | 28e       | 4:57.38,9 |
| Tamás Csathó László Halász Zoltán Halász András Takács     | ploegentijdrit (m)       | 17e       | 2:1.54,9 |

### Worstelen
| Olympiër         | Discipline  | Resultaat   | Prestatie |
| Vrije stijl      | Vrije stijl | Vrije stijl | Vrije stijl |
| ---------------- | ----------- | ----------- | --- |
| László Bíró      | -48kg (m)   | 6e          | 1ste ronde: W van VIE Nguyễn 2de ronde: V van ROU Raşovan 3de ronde: W van MEX Frias 4de ronde: V van URS Kornilayev                                                                                         |
| Lajos Szabó      | -52kg (m)   | 4e          | 1ste ronde: W van CUB Ocaña 2de ronde: W van ROU Ciarnău 3de ronde: vrij 4de ronde: W van MGL Buregdaa 4de ronde: V van POL Stecyk 6de ronde: V van BUL Selimov                                              |
| Sándor Németh    | -57kg (m)   | 8e          | 1ste ronde: W van IRQ Muhsin 2de ronde: W van CUB Rodríguez 3de ronde: V van URS Beloglazov 4de ronde: V van BUL Tsochev                                                                                     |
| Zoltán Szalontai | -62kg (m)   | 8e          | 1ste ronde: V van CUB Cascaret 2de ronde: W van VIE Tinh 3de ronde: V van BUL Dukov |
| János Kocsis     | -68kg (m)   | 10e         | 1ste ronde: W van VIE Chi 2de ronde: V van MGL Oidov 3de ronde: V van IND Singh |
| István Fehér     | -74kg (m)   | 7e          | 1ste ronde: W van GBR Walker 2de ronde: W van YUG Ristov 3de ronde: V van TCH Karabin 4de ronde: V van POL Ścigalski                                                                                         |
| István Kovács    | -82kg (m)   | Brons       | 1ste ronde: W van AUT Busarello 2de ronde: W van CMR N'Dock 3de ronde: W van YUG Memedi 4de ronde: W van MGL Düvchin 5de ronde: W van POL Mazur 6de ronde: V van BUL Abilov 7de ronde: V van URS Aratsilov   |
| Antal Bodó       | -100kg (m)  | 8e          | 1ste ronde: V van BUL Chervenkov 2de ronde: W van SEN Sarr 3de ronde: V van URS Mate |
| József Balla     | +100kg (m)  | Zilver      | 1ste ronde: W van BUL Ivanov 2de ronde: W van ROU Ianko 3de ronde: V van URS Andiyev 4de ronde: W van GDR Gehrke 5de ronde: W van POL Sandurski                                                              |
| Grieks-Romeins   |             |             | |
| Ferenc Seres     | -48kg (m)   | Brons       | 1ste ronde: W van POL Kierpacz 2de ronde: W van MEX Olvera 3de ronde: V van URS Usjkempirov 4de ronde: W van FIN Haaparanta 5de ronde: V van ROU Alexandru                                                   |
| Lajos Rácz       | -52kg (m)   | Zilver      | 1ste ronde: W van IRQ Abdulridha 2de ronde: V van ROU Gingă 3de ronde: W van POL Wróblewski 4de ronde: vrij 5de ronde: V van URS Blagidze 6de ronde: W van BUL Mladenov                                      |
| Gyula Molnár     | -57kg (m)   | 7e          | 1ste ronde: vrij 2de ronde: W van BEL Mewis 3de ronde: V van TCH Krysta 4de ronde: V van POL Lipień |
| István Tóth      | -62kg (m)   | Zilver      | 1ste ronde: W van AFG Ghulam 2de ronde: W van BUL Kirov 3de ronde: W van SYR Karout 4de ronde: W van URS Kramorenko 5de ronde: W van YUG Frgić 6de ronde: V van URS Kramorenko 7de ronde: V van GRE Mygiakis |
| Károly Gaál      | -68kg (m)   | 8e          | 1ste ronde: W van ALG Moualek 2de ronde: V van POL Supron 3de ronde: V van URS Nalbandyan |
| Ferenc Kocsis    | -74kg (m)   | Goud        | 1ste ronde: W van DEN Jægergaard 2de ronde: W van YUG Kasap 3de ronde: W van BUL Chopov 4de ronde: W van ROU Minea 5de ronde: W van FIN Huhtala 6de ronde: W van URS Bykov                                   |
| Mihály Toma      | -82kg (m)   | 6e          | 1ste ronde: V van URS Korban 2de ronde: W van TCH Janota 3de ronde: V van BUL Pavlov |
| Norbert Növényi  | -90kg (m)   | Goud        | 1ste ronde: W van FIN Manni 2de ronde: W van SYR Mahayri 3de ronde: W van GRE Pozidis 4de ronde: W van CUB Poll 5de ronde: W van URS Kanygin 6de ronde: W van ROU Dicu                                       |
| Tamás Gáspár     | -100kg (m)  | 6e          | 1ste ronde: V van URS Balboshin 2de ronde: V van BUL Raikov |
| József Farkas    | +100kg (m)  | 4e          | 1ste ronde: W van SYR Jabra 2de ronde: V van BUL Tomov 3de ronde: W van YUG Ilić 4de ronde: V van URS Koltsjinski                                                                                            |

### Zeilen
| Olympiër                       | Discipline      | Resultaat | Prestatie                          |
| ------------------------------ | --------------- | --------- | ---------------------------------- |
| István Ruják                   | finn            | 9e        | 83,4 punten: (DSQ-8-6-5-12-12-6)   |
| György Fundák Gábor Zalai      | 470             | 11e       | 96,0 punten: (11-10-13-11-10-8-10) |
| Szabolcs Detre Zsolt Detre     | flying dutchman | Brons     | 45,7 punten: (1-9-5-3-11-9-1)      |
| György Holovits Tamás Holovits | star klasse     | 10e       | 87,0 punten: (5-12-9-7-12-8-11)    |

### Zwemmen
| Olympiër                                                     | Discipline            | Resultaat | Prestatie                                                               |
| ------------------------------------------------------------ | --------------------- | --------- | ----------------------------------------------------------------------- |
| Gábor Mészáros                                               | 100m vrije slag (m)   | 30e       | serie 1: 6de in 54,41                                                   |
| Sándor Nagy                                                  | 400m vrije slag (m)   | 6e        | serie 1: 1ste in 3.56,91 finale: 6de in 3.56,83                         |
| Zoltán Wladár                                                | 400m vrije slag (m)   | 13e       | serie 3: 3de in 3.58,37                                                 |
| Sándor Nagy                                                  | 1500m vrije slag (m)  | 9e        | serie 1: 4de in 15.34,84                                                |
| Zoltán Wladár                                                | 1500m vrije slag (m)  | 7e        | serie 1: 1ste in 15.31,06 finale: 7de in 15.26,70                       |
| Róbert Rudolf                                                | 100m rugslag (m)      | 26e       | serie 1: 6de in 1.00,85                                                 |
| Zoltán Verrasztó                                             | 100m rugslag (m)      | 8e        | serie 5: 1ste in 57,92 halve finale 1: 7de in 58,57                     |
| Sándor Wladár                                                | 100m rugslag (m)      | 5e        | serie 5: 2de in 58,07 halve finale 1: 6de in 58,05 finale: 5de in 57,84 |
| Róbert Rudolf                                                | 200m rugslag (m)      | 20e       | serie 3: 4de in 2.08,23                                                 |
| Zoltán Verrasztó                                             | 200m rugslag (m)      | Zilver    | serie 4: 2de in 2.03,08 finale: 2de in 2.02,40                          |
| Sándor Wladár                                                | 200m rugslag (m)      | Goud      | serie 4: 1ste in 2.02,62 finale: 1ste in 2.01,93                        |
| János Dzvonyár                                               | 100m schoolslag (m)   | 5e        | serie 2: 1ste in 1.04,55 finale: 5de in 1.04,67                         |
| Albán Vermes                                                 | 100m schoolslag (m)   | DSQ       | serie 3: 3de in 1.05,23 finale: gediskwalificeerd                       |
| János Dzvonyár                                               | 200m schoolslag (m)   | 10e       | serie 3: 4de in 2.24,43                                                 |
| Albán Vermes                                                 | 200m schoolslag (m)   | Zilver    | serie 2: 1ste in 2.20,62 finale: 2de in 2.16,93                         |
| Gábor Mészáros                                               | 100m vlinderslag (m)  | 15e       | serie 4: 3de in 56,88 halve finale 2: 8ste in 56,89                     |
| Gábor Mészáros                                               | 200m vlinderslag (m)  | 14e       | serie 4: 4de in 2.05,01                                                 |
| András Hargitay                                              | 400m wisselslag (m)   | 4e        | serie 3: 1ste in 4.27,00 finale: 4de in 4.24,48                         |
| Csaba Sós                                                    | 400m wisselslag (m)   | 10e       | serie 4: 2de in 4.29,69                                                 |
| Zoltán Verrasztó                                             | 400m wisselslag (m)   | Brons     | serie 1: 1ste in 4.25,57 finale: 3de in 4.24,24                         |
| Sándor Wladár János Dzvonyár Zoltán Verrasztó Gábor Mészáros | 4x100m wisselslag (m) | 6e        | serie 2: 3de in 3.50,54 finale: 6de in 3.50,29                          |
|                                                              |                       |           |                                                                         |
| Ágnes Fodor                                                  | 100m rugslag (v)      | 16e       | serie 4: 5de in 1.05,47                                                 |
| Ágnes Fodor                                                  | 200m rugslag (v)      | 19e       | serie 3: 7de in 2.23,56                                                 |
| Gabriella Kindl                                              | 100m schoolslag (v)   | 15e       | serie 3: 3de in 1.14,33                                                 |
| Gabriella Kindl                                              | 200m schoolslag (v)   | 22e       | serie 2: 5de in 2.44,08                                                 |
| Éva Miklósfalvy                                              | 100m vlinderslag (v)  | 10e       | serie 3: 2de in 1.03,17                                                 |
| Éva Miklósfalvy                                              | 200m vlinderslag (v)  | 9e        | serie 1: 4de in 2.17,32                                                 |

Afghanistan · Algerije · Andorra · Angola · Australië · België · Benin · Birma · Botswana · Brazilië · Bulgarije · Colombia · Congo-Brazzaville · Costa Rica · Cuba · Cyprus · Denemarken · Dominicaanse Republiek · Duitse Democratische Republiek · Ecuador · Ethiopië · Finland · Frankrijk · Griekenland · Groot-Brittannië · Guatemala · Guinee · Guyana · Hongarije · Ierland · IJsland · India · Irak · Italië · Jamaica · Joegoslavië · Jordanië · Kameroen · Koeweit · Laos · Lesotho · Libanon · Liberia · Libië · Luxemburg · Madagaskar · Mali · Malta · Mexico · Mongolië · Mozambique · Nederland · Nepal · Nicaragua · Nieuw-Zeeland · Nigeria · Noord-Korea · Oeganda · Oostenrijk · Peru · Polen · Portugal · Puerto Rico · Roemenië · San Marino · Senegal · Seychellen · Sierra Leone · Sovjet-Unie · Spanje · Sri Lanka · Syrië · Tanzania · Trinidad en Tobago · Tsjecho-Slowakije · Venezuela · Vietnam · Zambia · Zimbabwe · Zweden · Zwitserland